# Pseudasellodes nigrofasciaria
Pseudasellodes nigrofasciaria är en fjärilsart som beskrevs av Herrich-Schäffer 18790. Pseudasellodes nigrofasciaria ingår i släktet Pseudasellodes och familjen mätare. Inga underarter finns listade i Catalogue of Life.